# Estação Fluvial de Belém
A Estação Fluvial de Belém é um dos três pontos de ligação da Transtejo e Soflusa à Margem Sul do rio Tejo, permitindo o acesso às embarcações que fazem o trajeto entre Belém, Porto Brandão e Trafaria:
- ~T~ Belém ⇄ Porto Brandão ⇄ Trafaria

O terminal está situado na Avenida de Brasília, na zona de Belém, entre o Terreiro das Missas e o Passeio Carlos do Carmo. Faz interface com a Estação Ferroviária de Belém, que serve a Linha de Cascais, para além de ligar a inúmeras carreiras da Carris e linhas da Carris Metropolitana nas paragens circundantes e de contar com uma praça de táxis.

## História
A Estação Fluvial de Belém foi inaugurada em 1940, aquando da Exposição do Mundo Português, com o objetivo de permitir a ligação segura entre as duas margens do rio Tejo neste ponto. Foi mandada edificar por Duarte Pacheco, à data Presidente da Câmara Municipal de Lisboa e Ministro das Obras Públicas e Comunicações, e projetada pelo arquiteto F. Caetano de Carvalho.